# كول أباد (أختاتشي محالي)
كول أباد (بالفارسية: کول‌آباد) هي قرية تقع في إيران في أذربيجان الغربية. يقدر عدد سكانها بـ 149 نسمة .